# Waschhaus (Pont-Saint-Esprit)

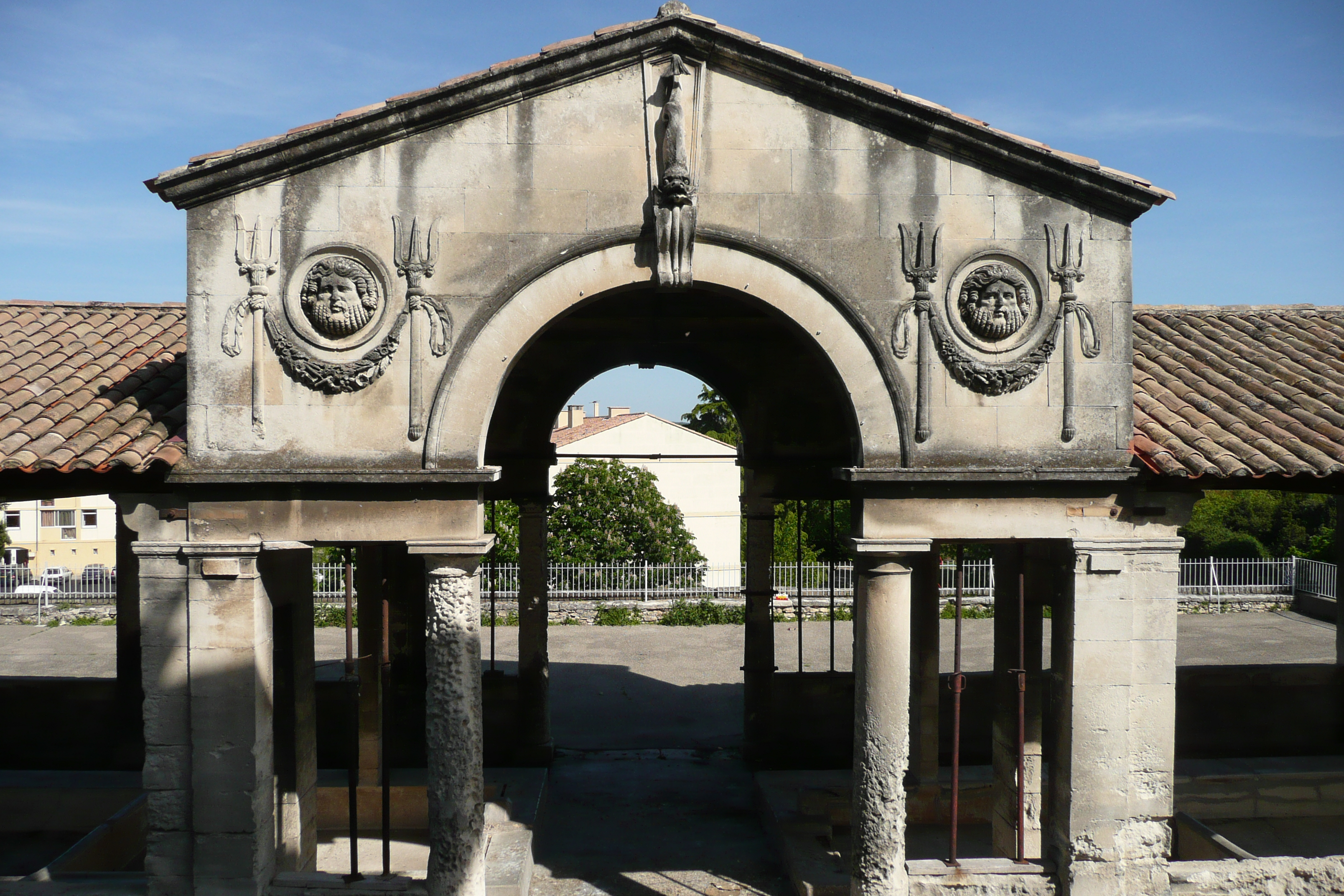
Waschhaus in Pont-Saint-Esprit

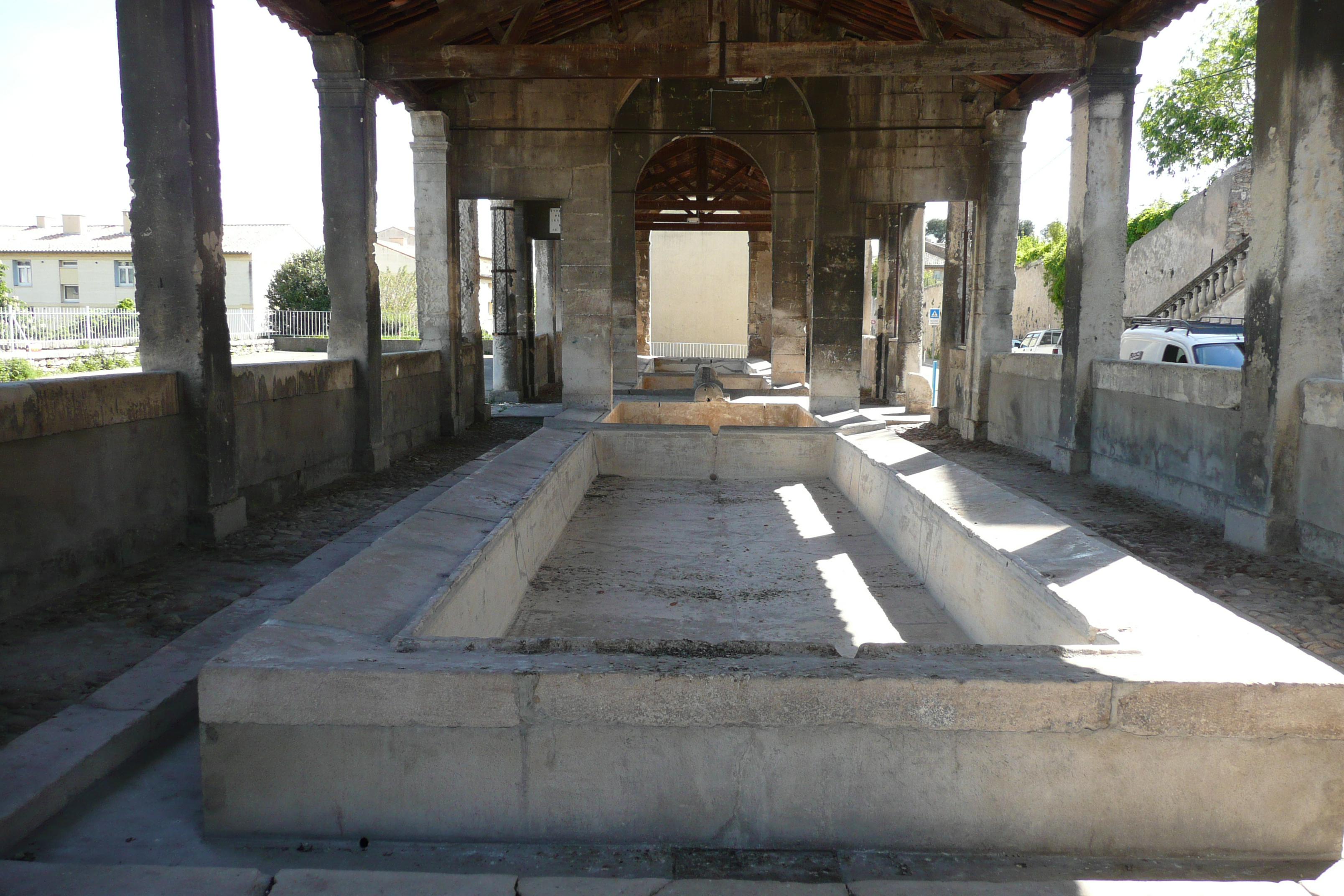
Innenansicht mit Wasserbecken

Das Waschhaus (französisch lavoir) in Pont-Saint-Esprit, einer französischen Gemeinde im Département Gard in der Region Okzitanien, wurde 1832 errichtet. Das öffentliche Waschhaus in der Ortsmitte steht seit 2005 als Monument historique auf der Liste der Baudenkmäler in Frankreich.
Das längliche Waschhaus mit zwei Becken wird an den zwei Längsseiten durch große Rundbögen geöffnet. Die Eingangsseiten sind mit steinernen Reliefs geschmückt: auf der einen Seite Delfine und der anderen der römische Gott Neptun mit einem Dreizack.